# Alex van der Becke
Alex van der Becke – brytyjski kierowca wyścigowy.

## Kariera
W wyścigach samochodowych van der Becke startował głównie w wyścigach samochodów sportowych. W latach 1933-1935 Brytyjczyk pojawiał się w stawce 24-godzinnego wyścigu Le Mans. W pierwszym sezonie startów odniósł zwycięstwo w klasie 1.1, a w klasyfikacji generalnej uplasował się na czwartej pozycji. Rok później stanął na drugim stopniu podium w tej samej klasie. W sezonie 1935 ponownie zajął drugie miejsce, tym razem w klasie 1.5. W klasyfikacji generalnej był czwarty.